# Llista d'espècies de mecicobòtrids
Aquesta és la llista d'espècies de mecicobòtrids amb la informació actualitzada fins al 28 d'octubre de 2006. Els mecicobòtrids o 
Mecicobothriidae són una família d'aranyes migalomorfes americanes descrita per primera vegada per E. L. Holmberg l'any 1882. Es caracteritzen per ser de mida petita tenint en compte que es tracta d'un tipus de taràntula. És una família amb poc representants, ja que està formada per 4 gèneres i 8 espècies.

## Gèneres i espècies

### Hexura
Hexura Simon, 1884
- Hexura picea Simon, 1884 (EUA)
- Hexura rothi Gertsch & Platnick, 1979 (EUA)

### Hexurella
Hexurella Gertsch & Platnick, 1979
- Hexurella apachea Gertsch & Platnick, 1979 (EUA)
- Hexurella encina Gertsch & Platnick, 1979 (Mèxic)
- Hexurella pinea Gertsch & Platnick, 1979 (EUA)
- Hexurella rupicola Gertsch & Platnick, 1979 (EUA)

### Mecicobothrium
Mecicobothrium Holmberg, 1882
- Mecicobothrium baccai Lucas i cols., 2006 (Brasil)
- Mecicobothrium thorelli Holmberg, 1882 (Argentina, Uruguai)

### Megahexura
Megahexura Kaston, 1972
- Megahexura fulva Chamberlin, 1919 (EUA)